# Philippe Adams
Philippe Adams, född 19 november 1969 i Mouscron, är en belgisk racerförare. 
Adams deltog i två lopp formel 1-säsongen 1994. Han körde i Belgien och Portugal. Han bröt i det första och kom på sextonde plats i det andra.

## F1-karriär
| Säsong | Stall/Tillverkare | Poäng | Placering |
| ------ | ----------------- | ----- | --------- |
| 1994   | Lotus-Mugen Honda | 0     | –         |